# Анашкин, Борис Алексеевич
Бори́с Алексе́евич Ана́шкин (22 августа 1918 — 4 апреля 1996) — сельскохозяйственный деятель, Герой Социалистического Труда (1966).

## Биография
Борис Анашкин родился в 1918 году на территории современного Ставропольского края. Русский. Окончил сельскохозяйственный техникум, после чего работал в совхозе, был бригадиром, начальником отделения, главным агрономом. Участвовал в боях Великой Отечественной войны. После окончания войны был демобилизован и вернулся на родину. После окончания техникума виноградарства работал главным агрономом винсовхоза «Мирный» Темрюкского района Краснодарского края.
В 1959 году Анашкин был назначен директором того же винсовхоза. Под его руководством этот совхоз стал одним из лучших в районе, в 1966 году собрав по 101 центнеру винограда с каждого гектара, что являлось на тот момент рекордным урожаем.
Указом Президиума Верховного Совета СССР от 30 апреля 1966 года за «выдающиеся успехи в развитии сельскохозяйственного производства» Борис Анашкин был удостоен высокого звания Героя Социалистического Труда с вручением ордена Ленина и медали «Серп и Молот».
С мая 1969 года Анашкин руководил совхозом в Абрау-Дюрсо, где работал до самого выхода на пенсию. Умер 4 апреля 1996 года, похоронен в Абрау-Дюрсо.
Заслуженный агроном РСФСР. Был также награждён рядом медалей.